# 연수원
연수원(硏修院)은 단체 단위로 단체 소속 인원들을 수련하는 장소를 의미하며, 아래 항목을 함의한다.
- 사법연수원
- 경찰수사연수원
- 법무연수원
- 한국해양수산연수원
- 중앙교육연수원
- 경기도교통연수원
- 한국항만연수원
- 국가전문행정연수원
- 부산광역시교통문화연수원
- 경상북도환경연수원
- 관세국경관리연수원
- 경상남도교통문화연수원
- 대구광역시교통연수원
- 농수산식품연수원
- 전라남도교통연수원
- 경기도교육연수원
- 경기도율곡교육연수원
- 경기도평화교육연수원
- 경상북도교육청연수원
- 경기도외국어교육연수원
- 경상남도교육연수원
- 전통문화연수원
- 강원특별자치도교육청교육연수원
- 충청북도교통연수원
- 전라남도교육연수원
- 전북특별자치도교육청교육연수원
- 서울특별시교육청교육연수원
- 충청남도교육청교육연수원
- 충청북도단재교육연수원
- 충청북도자치연수원
- 대구광역시교육연수원
- 부산광역시교육연수원
- 한국교원대학교 종합교육연수원
- 선거연수원
- 인천광역시교육연수원
- 국제지식재산연수원
- 울산광역시교육연수원
- 광주광역시교육연수원
- 대전교육연수원
- 충청남도교통연수원
- 한국금융연수원
- 청렴연수원
- 고용노동연수원
- 한국자활연수원
- 지적연수원
- 중소기업연수원
- 경상북도 환경연수원
- 글로벌리더십연수원
- 한국공공정책연수원
- 국민안전교육연수원
- 한국문화연수원
- 간호교육연수원
- 선진지방자치연수원

## 같이 보기
- 훈련장

| Disambiguation icon | 이 문서는 명칭이 같고 같은 종류에 속하는 여러 대상을 연결하는 색인 문서입니다. |